# Atavist
Atavist – piąty pełnometrażowy studyjny album stworzony przez amerykańską grupę Otep. Został wydany w dniu 26 kwietnia 2011 przez Victory Records. Kilka utworów z płyty było dostępnych już wcześniej w internecie, w tym w uruchomionym przez wydawcę streamie. Jest to pierwszy album zespołu Otep, na którym nie gra wieloletni basista Jason "eViL j" McGuire, który opuścił zespół 30 września 2010 roku.

## Lista utworów
1. "Atavist Animus"
2. "Atom to Adam"
3. "Drunk on the Blood of Saints"
4. "Remember to Forget"
5. "Skin of the Master"
6. "We Dream Like Lions"
7. "I, Alone"
8. "Baby's Breath"
9. "Fists Fall"
10. "Stay"
11. "Bible Belt"
12. "Not to Touch the Earth"